# 野間 (伊丹市)
野間（のま）は、兵庫県伊丹市の地名。現行の行政地名は野間と野間北の2つの町丁に分かれており、いずれも住居表示実施済みである。

## 地理
伊丹市南西部の地域で、山陽新幹線の高架を境界に南側が野間・北側が野間北に分かれている。北を昆陽南、北東を堀池、東を南野北および南野（山陽新幹線高架が境界）、南東を車塚、南を尼崎市武庫之荘本町、南西から西の広い範囲を尼崎市武庫之荘、北西を山田と接する。

### 野間
現行の町丁は野間一丁目から八丁目までが存在する。郵便番号は664-0873。全域が伊丹市立笹原小学校および笹原中学校の校区である。
町内の主な施設
- 野間会館
- 伊丹野間郵便局
- 野間幼稚園
- 健速神社
- 時友神社
- 大空寺

### 野間北
現行の町丁は野間北一丁目から六丁目までが存在する。郵便番号は664-0875。全域が伊丹市立昆陽里小学校および松崎中学校の校区である。
町内の主な施設
- 伊丹市役所野間分室
- 伊丹市立堀池運動広場
- 伊丹市共同利用施設野間笠松センター

## 歴史
平安時代末期には荘園として開け、左大臣藤原頼長の所領となっていたが保元の乱により没収され、後白河天皇の院領となった。江戸時代には摂津国川辺郡野間村となり、幕府領（一時期武蔵国忍藩飛地領）を経て1823年（文政6年）に尼崎藩領へ編入される。
1889年（明治22年）、町村制施行に伴い川辺郡稲野村の大字野間となる。1973年（昭和48年）に南東部の車塚が住居表示を実施して分離。山陽新幹線高架の南側を野間1〜8丁目とした後、2007年（平成19年）までに山陽新幹線高架の北側も野間北1〜6丁目となり全域で住居表示が完了した。

## 交通
野間・野間北の域内に鉄道および国道・県道は通っていない。鉄道の最寄り駅は阪急伊丹線稲野駅か尼崎市の阪急神戸線武庫之荘駅となる。バスに乗車すれば、阪急神戸線塚口駅に向かうことも可能である。
野間、野間口、野間東、近畿中央病院、県住南口、県住北口（以上伊丹市バス）、野間西（阪神バス尼崎市内線）などの停留所を設置している。野間北では堀池西、堀池団地などの近接する停留所も利用範囲内である。